# Campeonato Europeo de Remo de 1967

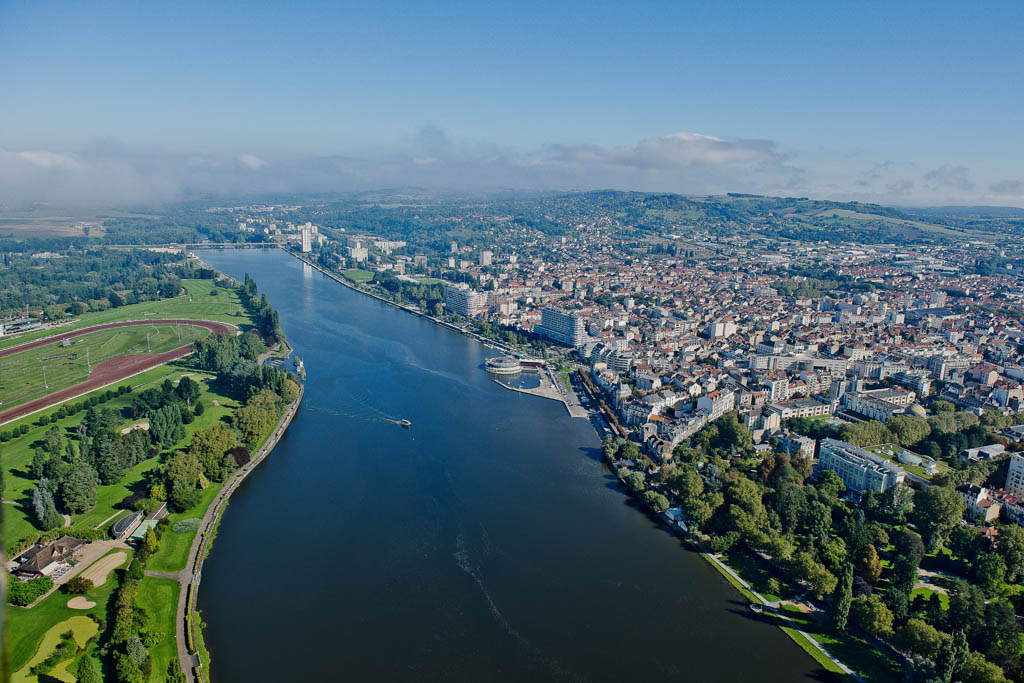
Imagen de la ciudad de Vichy (Francia), sede del LVII Campeonato Europeo de Remo de 1967.

El LVII Campeonato Europeo de Remo se celebró en Vichy (Francia) en 1967 bajo la organización de la Federación Internacional de Sociedades de Remo (FISA).
En total se disputaron doce pruebas diferentes, siete masculinas y cinco femeninas.

## Medallero
| Núm. | País           | Oro | Plata | Bronce | Total |
| ---- | -------------- | --- | ----- | ------ | ----- |
| 1    | RDA            | 4   | 5     | 0      | 9     |
| 2    | URSS           | 4   | 2     | 2      | 8     |
| 3    | Estados Unidos | 1   | 1     | 1      | 3     |
| 4    | RFA            | 1   | 0     | 1      | 2     |
| 5    | Italia         | 1   | 0     | 0      | 1     |
| 5    | Suiza          | 1   | 0     | 0      | 1     |
| 7    | Hungría        | 0   | 2     | 0      | 2     |
| 8    | Checoslovaquia | 0   | 1     | 2      | 3     |
| 9    | Bulgaria       | 0   | 1     | 1      | 2     |
| 10   | Rumania        | 0   | 0     | 3      | 3     |
| 11   | Países Bajos   | 0   | 0     | 2      | 2     |
|      | TOTAL          | 12  | 12    | 12     | 36    |